# Hygrophorus eburneus
A Hygrophorus eburneus é uma espécie de fungo da família  Hygrophoraceae. É a espécie-tipo do gênero Hygrophorus. Os basidiomas são de tamanho médio, de cor branca pura e, quando molhados, são cobertos por uma camada viscosa espessa que dificulta a coleta do cogumelo. As lamelas são em geral presas ao estipe ou descem por ele; elas parecem cerosas quando esfregadas entre os dedos.
É um cogumelo comestível muito comum na Europa e na América do Norte e também foi coletado no norte da África. Como todas as espécies de Hygrophorus, o fungo é micorrízico, formando uma associação simbiótica por meio da qual os micélios fúngicos subterrâneos penetram e trocam nutrientes com as raízes das árvores. São comuns em diversos tipos de florestas, onde crescem no solo em matagais ou áreas gramadas. Diversas substâncias químicas biologicamente ativas foram purificadas dos basidiomas do fungo, incluindo ácidos graxos com atividade bactericida e fungicida.

## Taxonomia
A espécie foi nomeada pela primeira vez como Agaricus eburneus pelo botânico francês Jean Bulliard em 1783. Elias Fries dividiu o grande gênero Agaricus em várias "tribos" (taxonomicamente equivalentes às seções modernas) em seu Systema Mycologicum I e classificou a A. eburneus na tribo Limacium. Quando, em 1836, Fries definiu pela primeira vez o gênero Hygrophorus em seu Epicrisis Systematis Mycologici, a H. eburneus foi incluída. O fungo também foi chamado de Limacium eburneum por Paul Kummer em 1871, quando ele elevou as tribos de Fries à categoria de gênero; e Gymnopus eburneus por Samuel Frederick Gray em 1821. A H. eburneus é a espécie-tipo do gênero Hygrophorus e é classificada na seção Hygrophorus, subseção Hygrophorus, que inclui espécies com esporos não amiloides (não reagem com corantes) e lisos e hifas divergentes no tecido do himênio. Outras espécies dessa subseção incluem H. eburneiformis, H. coccus, H. ponderatus, H. chrysaspis e H. glutinosus.
O cogumelo é comumente conhecido como "píleo ceroso de marfim" (ivory waxy cap), "píleo ceroso branco" (white waxy cap), ou "lenço de vaqueiro" (cowboy's handkerchief). O epíteto específico eburneus é um adjetivo em latim que significa "de marfim".

## Descrição

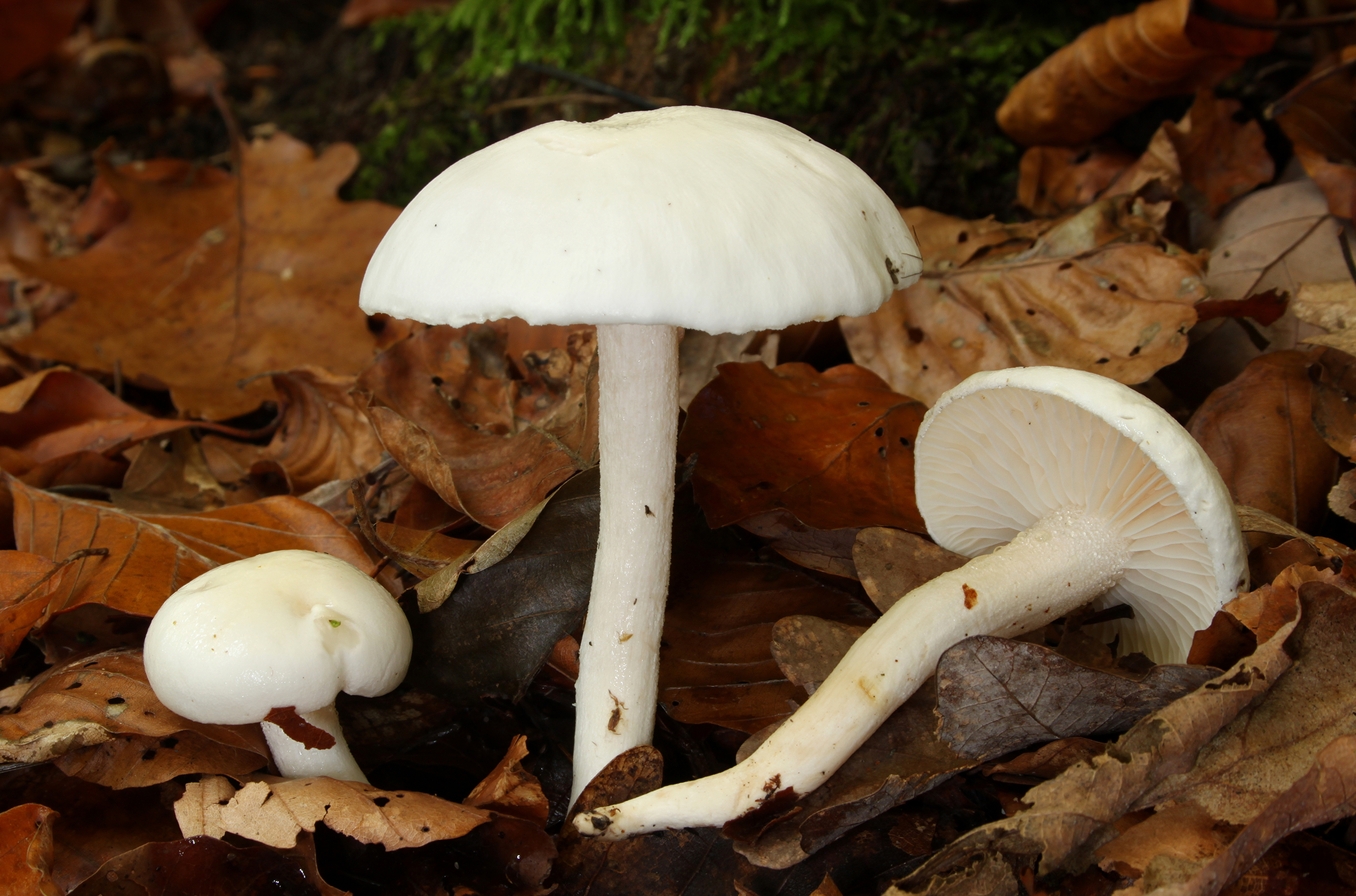
A espécie é caracterizada por seu píleo extremamente viscoso.

O píleo tem de 2 a 7 cm de largura, com um formato que varia de convexo a achatado, as vezes com um umbo (uma área elevada no centro do píleo). Com a maturidade, a margem do píleo as vezes se torna elevada e o centro do píleo deprimido. O píleo é totalmente branco e, dependendo da umidade do ambiente, pode ser glutinoso ou pegajoso. A superfície do píleo é lisa, a margem é uniforme e, em espécimes jovens, enrolada para dentro e coberta com fibrilas curtas. A carne é branca, espessa no centro do píleo, mas afina em direção à margem; o odor e o sabor são suaves. As lamelas são arqueadas-decorrentes, o que significa que têm o formato de um arco, curvando-se para cima e depois descendo pelo estipe por uma curta distância. Em termos de espaçamento, as lamelas são subdistantes a distantes, de modo que é possível ver um espaço entre elas. As lamelas são moderadamente largas, mais largas perto do estipe, estreitas na frente, de cor branca pura, levemente amareladas ou bege com a idade ou quando secas. O estipe tem de 4 a 15 cm de comprimento, 0,2 a 1,5 cm de espessura, largura igual em todo o seu comprimento a um pouco afunilado para baixo ou com uma base atenuada, e glutinoso. A parte superior do estipe é coberta por fibrilas curtas, de cor branca pura, as vezes tornando-se acinzentada com o tempo. Inicialmente é recheado com micélios semelhantes a algodão e, posteriormente, torna-se oco. Os píleos dos basidiomas secos normalmente permanecem brancos, enquanto os estipes secos ficam mais escuros, especialmente se estiverem inicialmente encharcados.

### Características microscópicas

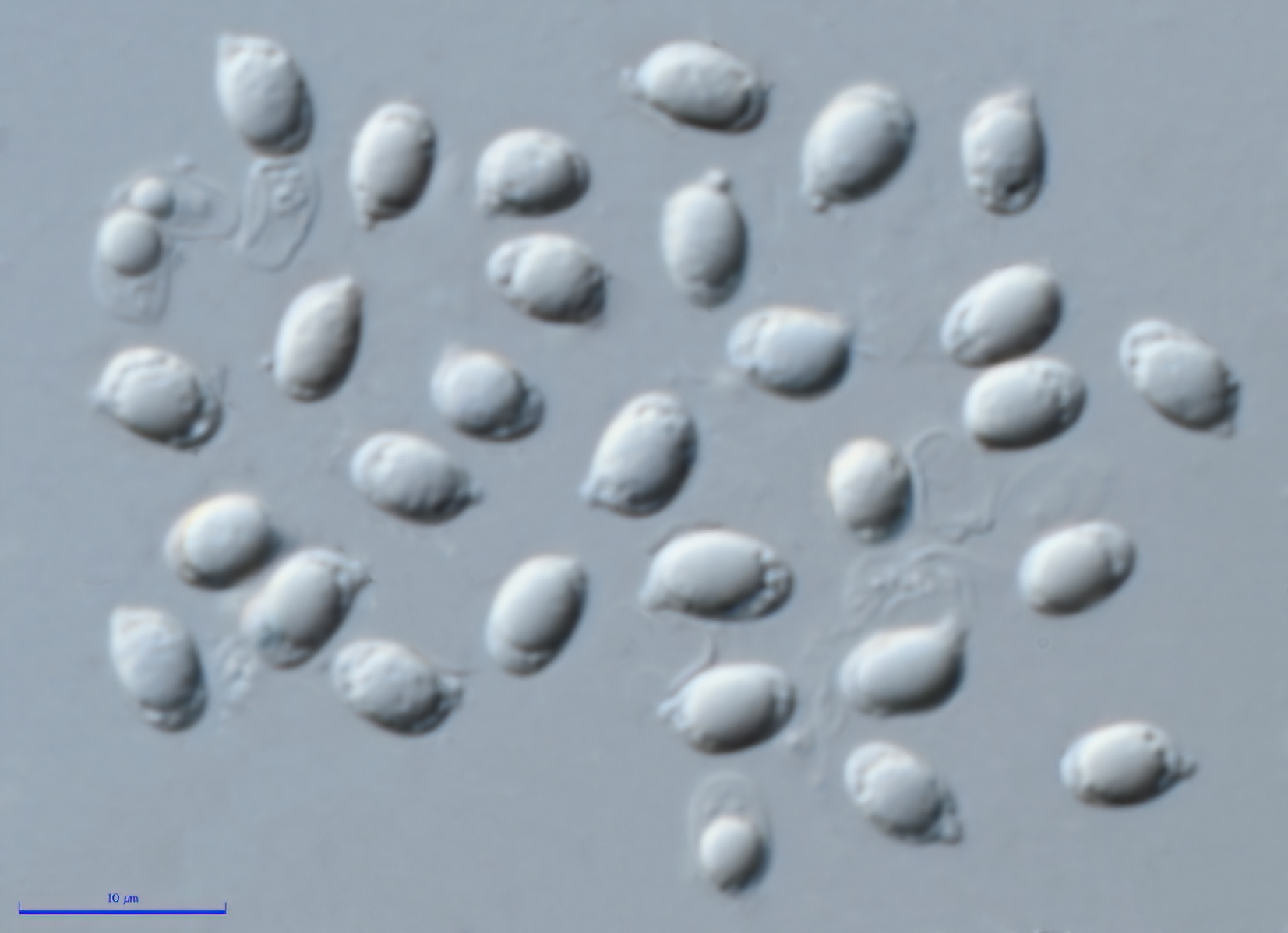
Os esporos são elipsoides e lisos.

A esporada é branca. A observação com um microscópio de luz revela detalhes adicionais: os esporos são elipsoides, lisos e medem de 6 a 8 por 3,5 a 5 μm. Eles são amarelo-claro no reagente de Melzer. Os basídios (células portadoras de esporos) têm 42 a 52 por 6 a 8 μm e quatro esporos. Não há pleurocistídios ou queilocistídios. O tecido lamelar é feito de hifas ramificadas com cerca de 7 a 12 μm de largura. A pileipellis é feita de hifas gelatinosas e estreitas (3 a 6 μm) que são repentinas (dobradas), mas normalmente com algumas extremidades livres eretas. As fíbulas estão presentes nas hifas.

### Espécies semelhantes
Uma espécie parecida com a Hygrophorus eburneus é a H. piceae, que se diferencia por ter um píleo menos viscoso, estipe seco a levemente viscoso e associação frequente com espruces. A H. gliocyclus é igualmente viscosa, mas tem um píleo de cor creme, estipe mais grosso e cresce com pinheiros. A H. borealis também tem aparência semelhante, mas tem um diâmetro de píleo menor, de até 4,5 cm, e que não é viscoso. A Hygrophorus cossus, que normalmente cresce com carvalho, difere em seu píleo e lamelas de cor bege-rosado pálido e tem um odor azedo distinto; além disso, a H. cossus não tem uma reação com hidróxido de potássio no estipe como a H. eburneus. A Zhuliangomyces illinitus [en] tem lamelas não cerosas que não se prendem ao estipe.

## Habitat e distribuição
Os cogumelos da H. eburneus crescem no solo, principalmente em florestas de coníferas, matagais e áreas gramadas. O fungo prefere solo úmido, mésico, franco e calcário.
É uma espécie amplamente distribuída na América do Norte. Também é encontrada na Europa (Polônia e Portugal), em Israel e no norte da África.

## Usos
O cogumelo é comestível, embora possa não ser atraente para muitas pessoas devido à sua magreza. Na China, uma bebida é feita com H. eburneus e leite de iaque por fermentação lática com Lactobacillus bulgaricus, Streptococcus thermophilus e Lactobacillus acidophilus como fermento misto.

### Compostos bioativos
Vários ácidos graxos com atividade bactericida e fungicida foram isolados e identificados a partir dos basidiomas de H. eburneus. Os ácidos graxos bioativos são construídos com base em uma estrutura química chamada γ-oxocrotonato. Os seguintes derivados de gama-oxocrotonato foram identificados no cogumelo: Ácido (2E,9E)-4-oxooctadeca-2,9,17-trienóico, ácido (2E,11Z)-4-oxooctadeca-2,11,17-trienóico, ácido (E)-4-oxohexadeca-2,15-dienóico, ácido (E)-4-oxooctadeca-2,17-dienóico, ácido (2E,9E)-4-oxooctadeca-2,9-dienóico, ácido (2E,11Z)-4-oxooctadeca-2,11-dienóico, ácido (E)-4-oxohexadec-2-enóico e ácido (E)-4-oxooctadec-2-enóico. O composto ácido (E)-4-oxohexadec-2-enóico foi investigado para uso potencial como fungicida contra a espécie de oomyceto Phytophthora infestans, um agente causal da doença da requeima da batateira e do tomateiro.
Outros metabólitos secundários descobertos no cogumelo H. eburneus incluem o composto de ceramida denominado higrofamida ((2S,3R,4R,2'R)-2-(2'-hidroxi-9'Z-ene-tetracosanoilamino)-octadecano-1,3,4-triol), e os alcaloides β-carbolpínico conhecidos como harmana e norharmana. O relatório da descoberta dos dois últimos compostos em 2008 representa a primeira ocorrência conhecida em basidiomas de fungos.

## Links externos
- Hygrophorus eburneus em Index Fungorum
- Imagens em Mushroom Observer